# Schellerhoek
Schellerhoek is een buurt in de wijk Schelle in stadsdeel Zwolle-Zuid van gemeente Zwolle.

## Beschrijving
Schellerhoek telt (anno 2011) 1.185 inwoners, waarvan 590 man is en 590 vrouw. Daarvan zijn de meeste mensen tussen de 45 en de 65 jaar. 83% van de mensen die in Schellerhoek wonen heeft werk, het gemiddelde inkomen per inkomensontvanger is € 39.000. De wijk heeft 385 woningen (8% huur- en 92% koopwoningen met een gemiddelde WOZ-waarde van € 317.000).
Schellerhoek wordt aan de noordzijde begrensd door de spoorlijn van Zwolle naar Arnhem. Ten zuiden ligt de buurt Oud Schelle. Het gebied heeft als hoofdverkeersader de IJsselallee.
Wijken: Aa-landen · Assendorp · Berkum · Binnenstad · Diezerpoort · Hanzeland · Holtenbroek · Ittersum · Kamperpoort-Veerallee · Marsweteringlanden · Poort van Zwolle · Schelle · Soestweteringlanden · Stadshagen · Vechtlanden · Westenholte · Wipstrik

Buurten: Aalanden-Midden · -Noord · -Oost · -Zuid · Bagijneweide · Berkum · Binnenstad-Noord · -Zuid · Bollebieste · Breecamp · Breezicht · Brinkhoek · De Tippe · Dieze-Centrum · Frankhuis · Gerenbroek · Gerenlanden · Geren · Haerst · Hanzeland · Harculo en Hoog-Zuthem · Herfte · Het Noorden · Hogenkamp · Holtenbroek I · II · III · IV · Indische Buurt · Ittersumerbroek · Ittersumerlanden · Kamperpoort  · Katerveer-Engelse Werk · Langenholte · Mastenbroek · Meppelerstraatweg-Zuid · Milligen · Nieuw-Assendorp · Noordereiland · Oldenelerbroek · Oldenelerlanden-Oost · -West · Oud-Assendorp · Oud-Westenholte · Oud Ittersum · Oud Schelle · Pierik · Schelle-Zuid en Oldeneel · Schellerbroek · Schellerhoek · Schellerlanden · Schildersbuurt · Schoonhorst · Spoolde · Stadsbroek · Stationsbuurt · Tolhuislanden · Veerallee · Veldhoek · Vreugderijk · Werkeren · Westenholte-Stins · Wezenlanden · Wijthmen · Windesheim · Wipstrik-Noord · -Zuid · Zwolle-Zuid

Bedrijventerreinen: Floresstraat · Hanzeland · Hessenpoort · Marslanden (-Noord · -Zuid) · Oosterenk · Voorst (Voorst-A · Voorst-B · Voorst-C) · Voorsterpoort · De Vrolijkheid